# 大阪府立芦原高等職業技術専門校
大阪府立芦原高等職業技術専門校（おおさかふりつあしはらこうとうしょくぎょうぎじゅつせんもんこう）は、かつて大阪市浪速区に存在した職業能力開発促進法に基づく職業能力開発校である。

## 沿革
- 1972年 開校
- 2019年3月31日 - 閉校。訓練科目は大阪市天王寺区にある大阪府立夕陽丘高等職業技術専門校に引き継がれた。

## 訓練科
- 期間1年 18歳以上対象（試験は高等学校卒業レベル）
  - OAビジネス科…身体障害者向け
- 期間6ヶ月 15歳以上対象（試験は中学校卒業レベル） 
  - ビル清掃管理科
  - ショップマネジメント科
  - オフィスワーク科
  - eビジネス情報科
  - 通信ネットワーク科

## 所在地
- 〒556-0027 大阪市浪速区木津川2-3-15

最寄り駅は、JR大阪環状線芦原橋駅または南海汐見橋線 芦原町駅